# Arcos (Castroverde)
Arcos (llamada oficialmente San Paio de Arcos) es una parroquia española del municipio de Castroverde, en la provincia de Lugo, Galicia.

## Organización territorial
La parroquia está formada por dos entidades de población:
- Gracián
- San Paio

## Demografía
| Gráfica de evolución demográfica de Arcos entre 2000 y 2019 |
|                                                             |
| Datos según el nomenclátor publicado por el INE.            |